# Браун, Сэмюэль Роббинс
Сэмюэль Роббинс Браун, Samuel Robbins Brown (1810—1880) — американский миссионер в Китае и Японии, представитель Голландской реформатской церкви.

## Биография
Сэмюэль Роббинс Браун родился в штате Коннектикут (США), учился в Йельском колледже. В 1838 году приехал в Гуанчжоу и открыл первую протестантскую школу в Китайской империи, один из выпускников которой, Жун Хун (кит. 容闳 1828—1912), при поддержке Сэмюэля Брауна продолжил образование в США и, закончив Йельский университет в 1854 году, стал первым китайцем, окончившим вуз в США.
После девяти лет работы в Китае Браун возвращается с семьёй в США и с 1851 по 1859 год служит пастором в церкви города Оваско недалеко от Оберна. Через год после принудительного открытия самоизолировавшейся Японии и подписания в 1858 году между США и Японией Договора о дружбе и торговле, Сэмюэль Браун отправляется в Страну восходящего солнца, изучает язык и также открывает школу. В 1867 году возвращается в Соединённые Штаты Америки.
Похоронен в городе Монсон штат Массачусетс.

## Работы
- Colloquial Japanese (1863), a grammar, phrase book, and vocabulary